# Andrónikos Kakoullís
Andrónikos Kakoullís (en grec moderne : Ανδρόνικος Κακουλλής), né le 3 mai 2001 à Lythrodontas (en) à Chypre, est un footballeur international chypriote, qui évolue au poste d'avant-centre à l'Aris Limassol, en prêt de l'AIK Fotboll.

## Biographie

### En club
Né à Lythrodontas à Chypre, Andrónikos Kakoullís est formé par l'Omónia Nicosie, avec lequel il débute en professionnel. Il joue son premier match le 13 mai 2018, lors d'une rencontre de championnat face à l'Apollon Limassol. Il entre en jeu et son équipe est battue par un but à zéro.
Il inscrit son premier but en professionnel le 22 décembre 2019, à l'occasion d'un match de championnat face à l'AEK Larnaca. Il est titularisé et participe à la victoire de son équipe par trois buts à deux.
Kakoullis marque son premier but en coupe d'Europe le 3 décembre 2020, lors d'une rencontre de phase de groupe de la Ligue Europa 2020-2021 face au PAOK Salonique. Titulaire, il ouvre le score et participe à la victoire de son équipe par deux buts à un. Il s'agit de la première victoire de l'histoire du club en phase de groupe de cette compétition,.
Le 13 octobre 2022, Kakoullís joue son centième match pour l'Omonia Nicosie, lors d'un match de la Ligue Europa 2022-2023 face à Manchester United. À cette occasion il débute la rencontre en officiant comme capitaine pour la première fois. L'Omonia s'incline toutefois pas un but à zéro ce jour-là,.

### En sélection
Andrónikos Kakoullís honore sa première sélection avec l'équipe nationale de Chypre le 7 octobre 2020 contre la Tchéquie. Il est titularisé avant d'être remplacé en fin de match par Ioánnis Píttas, et son équipe s'incline par deux buts à un.
Kakoullís marque son premier but pour Chypre le 14 novembre 2021, contre la Slovénie. Il entre en jeu à la place de Fotis Papoulis (en) mais ne permet pas à son équipe d'obtenir un résultat malgré son but (2-1 score final).

## Palmarès
Omónia Nicosie
- Championnat de Chypre (1) :
  - Champion : 2020-2021.
- Coupe de Chypre (2) :
  - Vainqueur : 2021-2022 et 2022-2023.
- Supercoupe de Chypre (1) :
  - Vainqueur : 2021.